# Psittacanthus calyculatus
El injerto de huizache (Psittacanthus calyculatus) es un arbusto de la familia de los muérdagos (Loranthaceae).
Crece a expensas de árboles por lo que se considera un parásito de otras plantas. En realidad es un semiparásito ya que produce su propia clorofila, pero obtiene agua, soporte y minerales de su hospedero. Sus efectos son locales y no invade el sistema de vasos del hospedero por lo cual solo ocasiona efectos locales de tumoración o abultamiento. Habita desde el centro de México llegando a Centroamérica. Sus semillas son jugosas y al ser consumidas por aves las semillas son transportadas  dispersándose por grande áreas por lo que el control de esta especie resulta muy difícil. 

## Galería de imágenes
|                            |
| Vista general de la planta |

|        |
| Flores |

|              |
| Polinización |

|        |
| Frutos |

|         |
| Semilla |